# Sebastijan Šantalab
Sebastijan Šantalab (Crkovec kraj Lepoglave 1913. – Bjelovar 20. srpnja 1945.) - hrvatski svećenik, franjevac
Rodio se u Crkovcu kraj Lepoglave 1913. godine. Pristupio je franjevačkom redu 1933. godine. Završio je studij teologije u Zagrebu. Svećenik je postao 1939. godine. Isticao se glumačkim i pjevačkim sposobnostima za vrijeme školovanja. Bio je vjeroučitelj u Virovitici pa u Bjelovaru 1942. godine. Promicao je hrvatske ideje. Jedna učenica optužila ga je, da djeluje protivno komunizmu. Uhićen je 14. lipnja 1945. godine i mučen. Ubijen je 20. srpnja 1945. u Bjelovaru u šumi Lug bez suđenja. Pokopan je u masovnoj grobici zajedno s drugim ubijenim u šumi Lug. Kasnije je pokopan na groblju sv. Andrije u Bjelovaru. Po njemu je nazvana ulica u Bjelovaru.